# Anne-Sophie Girard
Anne-Sophie Girard est une comédienne, humoriste et dramaturge française née le 4 avril 1982 à Roanne (Loire).
Elle est la sœur jumelle de la journaliste Marie-Aldine Girard, avec laquelle elle a écrit le best-seller La femme parfaite est une connasse ! en 2013.

## Biographie
Native de Roanne, Anne-Sophie Girard a grandi à Lodève (Hérault), où son père travaillait dans une mine d'uranium. En 1994, la mine fermée, la famille s'installe à Montpellier.
Elle commence le théâtre à 11 ans, puis intègre une troupe d’improvisation, « Les Thélémites », à Montpellier. Elle est scolarisée, avec sa sœur, au lycée Mas de Tesse de Montpellier et passe le bac avant de commencer des études d'économie.
En 2002, elle s’installe à Paris où elle s’inscrit au Cours Florent et suit une formation théâtrale classique.
De 2004 à 2009, elle joue dans plusieurs pièces de théâtre classiques ainsi que des créations, dont la comédie Zé oublié quelque chose, co-écrite avec l’humoriste suisse Arek Gurunian, et Miss Camping, premier drame en tongues, co-écrit avec l’acteur et auteur français Raphaël Ferret.
En 2009, elle écrit et tourne pour la télévision, notamment pour l'émission de Yassine Belattar On achève bien l’info, sur France 4, aux côtés de Kyan Khojandi. Elle est aussi chroniqueuse à la radio dans la matinale du Mouv'. À partir de 2010, Anne-Sophie joue son premier one-woman-show : Anne-Sophie Girard fait sa crâneuse.
Elle participe à de nombreux collectifs d’humoristes comme les Queens of Comedy avec Shirley Souagnon et les Jam’Girls aux côtés de Nawell Madani, et elle crée le Connasse Comedy Club. En 2012, elle participe à la cinquième saison du Jamel Comedy Club, sur Canal+.
En février 2013, elle co-écrit avec sa sœur jumelle Marie-Aldine Girard La femme parfaite est une connasse, publié aux éditions J’ai Lu,, et vendu à plus d'un million d'exemplaires. La femme parfaite est une connasse 2, le retour parce que la femme parfaite ne meurt jamais est publié par le même éditeur en octobre 2014. Une bande dessinée adaptée de cet ouvrage, illustrée par Margaux Motin, paraît aux éditions Fluide Glacial en 2015, puis la suite,  Margaux Motin rencontre La femme parfaite est une connasse 2, paraît en 2016. En octobre 2018 paraît L'homme parfait est une connasse également co-écrit avec Marie-Aldine Girard aux éditions Flammarion.
On la retrouve en 2019 sur W9 dans La Petite Histoire de France, où elle tient le rôle de Marie-Louise.
De janvier à septembre 2020, elle participe également à l'actual play La Bonne Auberge sur Twitch et sur Youtube.

## Filmographie
Sauf indication contraire, les informations mentionnées dans cette section peuvent être confirmées par les bases de données cinématographiques IMDb et Allociné,  présentes dans la section « Liens externes ».

### Cinéma
- 2016 : Radin ! de Fred Cavayé : Julie.
- 2017 : Pétage (court métrage) de Greg Tudéla.
- 2018 : Les Dents, pipi et au lit d'Emmanuel Gillibert : Cécile.
- 2020 : Boutchou d'Adrien Piquet-Gauthier : la masseuse.

### Télévision
- 2008 : Que du bonheur ! : Sophie, TF1.
- 2009 : Alice Nevers, le juge est une femme : Justine Kellerman, TF1.
- 2009 : Notre Dame des barjots, France 2.
- 2009 : La Vraie Vie d'Omar et Fred, Canal+.
- 2010 : Profilage, TF1.
- 2011 : C'est la crise ! : la journaliste dépressive, Comédie+.
- 2012 : Bref, Canal+.
- 2012-2013 : Roxane, la vie sexuelle de ma pote : Marie-Odile, Chérie 25.
- 2013 : Léo Matteï, Brigade des mineurs : Saison 1, épisode 1 : L'infirmière de Mathis, TF1.
- 2015 : Parfaites... ou presque : elle-même, France 2.
- depuis 2015 : La Petite Histoire de France : Comtesse Marie-Louise de Roche Saint-Pierre, W9 et M6 .
- 2016 : Les Petits Meurtres d'Agatha Christie : Lucille, France 2.
- 2019 : Section de recherches  Saison 13 Episode 11 (Petite soeur) Alexandra Detel.
- 2020 : Jusqu'à l'aube, saison 1 épisode 8 La Malédiction du trésor, elle-même.

## Théâtre
- 2000 : Matchs d'improvisations, L'Antirouille, Montpellier.
- 2001 : Moralité sur l'aveugle et le boiteux, Dario Fo, Théâtre Les Thélémithes, Montpellier.
- 2004 : C’est une femme du monde, Georges Feydeau mise en scène Hélène Camé, Théâtre de la Providence, Paris.
- 2004-2009 : Zé oublié quelque chose !, Anne-Sophie Girard et Arek .
- 2008 : Miss Camping, premier drame en tongues, Anne-Sophie Girard et Raphaël Ferret.
- 2010 : Jamel Comedy Club.
- 2010 : Queens of comedy, Théâtre de Dix heures, Paris.
- 2012 : Le Connasse Comedy Club, Théâtre du Point-Virgule, Paris.
- 2014-2017 : One-woman-show : Anne-Sophie Girard fait sa crâneuse, Théâtre du Point-Virgule, Paris.
- 2019 : One-woman-show, Théâtre des Mathurins[10], Paris.
- 2025 : Le Bémol de Cyril Massarotto, mise en scène Anne Bouvier, théâtre des Variétés

## Radio
- 2010-2011 : chroniqueuse dans la matinale du Mouv'.
- 2015 : chroniqueuse dans l'émission de Cyril Hanouna Les Pieds dans le plat sur Europe 1.
- 2016 : chroniqueuse dans l'émission d'Anne Roumanoff Ça pique mais c'est bon sur Europe 1.
- 2016 : chroniqueuse dans l'émission d'Alessandra Sublet La cour des grands sur Europe 1.
- 2017 : chroniqueuse dans l'émission de Daphné Burki Bonjour la France sur Europe 1.

## Émissions de télévision
- 2010 : On achève bien l'info sur France 4 : participante.
- 2012 : Fidèle aux postes sur France 4 : participante.
- 2013 et 2016 Fort Boyard sur France 2 : candidate.
- 2014 : Canapé Quiz sur TMC : participante.
- Depuis 2014 : Vendredi tout est permis avec Arthur sur TF1 : participante.
- 2016 : La Grosse Émission sur Comédie+ : animatrice.
- 2018 : Le Grand Concours sur TF1 : candidate .
- Depuis 2021 : Tout le monde a son mot à dire sur France 2.
- 2023 : L’humour c’est mieux à deux sur Culturebox : animatrice.
- Depuis 2024 : La Grande Semaine sur M6.
- 2024 : Show me your voice sur M6 : enquêtrice.
- 2024 : Que le meilleur gagne sur M6 : coanimatrice avec Philippe Lellouche.

## Publications
- 2013 : La femme parfaite est une connasse, avec Marie-Aldine Girard, éditions J’ai Lu.
- 2014 : La femme parfaite est une connasse 2, le retour parce que la femme parfaite ne meurt jamais, avec Marie-Aldine Girard, éditions J’ai Lu.
- 2015 : Margaux Motin rencontre La femme parfaite est une connasse , adaptation en bande dessinée, illustrée par Margaux Motin, éditions Fluide Glacial[6].
- 2016 : Margaux Motin rencontre La femme parfaite est une. connasse 2, adaptation en bande dessinée, illustrée par Margaux Motin, éditions Fluide Glacial[7].
- 2018 : L'homme parfait est une connasse, avec Marie-Aldine Girard, éditions Flammarion.
- 2020 : La mère parfaite est une connasse, avec Marie-Aldine Girard, éditions Flammarion.
- 2023 : Un esprit bof dans un corps pas ouf, Flammarion.

## Distinctions
- Festival Le Printemps du Rire 2010 : Prix SACD en 2010.
- Palmarès 2014 des Best-sellers de L'Express pour La femme parfaite est une connasse 1 et 2.
- Palmarès 2015 des Best-sellers de L'Express pour La femme parfaite est une connasse 2.
- Festival We Like 'em Short de Baker City (2017) : Prix de la meilleure actrice pour Pétage[11].